# Tadeusz Pikus
Tadeusz Pikus (ur. 1 września 1949 w Zabielu) – polski duchowny rzymskokatolicki, profesor nauk teologicznych, biskup pomocniczy warszawski w latach 1999–2014, biskup diecezjalny drohiczyński w latach 2014–2019, od 2019 biskup senior diecezji drohiczyńskiej.

## Życiorys
Urodził się 1 września 1949 w Zabielu jako jedno z pięciorga dzieci Bronisława i Stanisławy z domu Gudel. W latach 1975–1981 studiował w Wyższym Metropolitalnym Seminarium Duchownym w Warszawie. Święcenia diakonatu otrzymał 4 maja 1980, a 7 czerwca 1981 w bazylice archikatedralnej św. Jana Chrzciciela w Warszawie biskup pomocniczy warszawski Jerzy Modzelewski udzielił mu święceń prezbiteratu. Inkardynowany został do archidiecezji warszawskiej. W Akademickim Studium Teologii Katolickiej w Warszawie uzyskał w 1981 magisterium, a w 1983 licencjat z patrologii. W latach 1983–1985 odbył studia w zakresie teologii fundamentalnej na Uniwersytecie Nawarry w Pampelunie, ukończone doktoratem na podstawie dysertacji La noción de Apologetica segun Gardeil. W latach 1995–1996 przebywał na wyjeździe naukowym w Moskwie, zbierając materiały do pracy habilitacyjnej i uczestnicząc w seminariach profesorskich w Instytucie Prawosławnym św. Andrzeja. W 1999 po przedłożeniu na Papieskim Wydziale Teologicznym w Warszawie rozprawy Aksjologiczny wymiar religii w twórczości Aleksandra Mienia. Studium analityczno-krytyczne uzyskał stopień doktora habilitowanego nauk teologicznych w zakresie teologii fundamentalnej. W 2008 prezydent RP Lech Kaczyński nadał mu tytuł profesora nauk teologicznych.
W latach 1981–1983 był wikariuszem w parafii św. Rodziny w Jaktorowie. W latach 1985–1988 pracował jako referent w Sekretariacie Prymasa Polski. W latach 1990–1992 przebywał w Moskwie, gdzie pełnił funkcje kapelana pracowników Pracowni Konserwacji Zabytków i duszpasterza Polaków w ZSRR. Od 1996 był duszpasterzem przedsiębiorców i organizatorów życia gospodarczego w Warszawie, a w następnym roku wszedł w skład Komitetu Małych i Średnich Przedsiębiorstw, Edukacji i Etyki Zawodowej przy Krajowej Izbie Gospodarczej. W 1997 został rektorem kościoła Niepokalanego Poczęcia Najświętszej Maryi Panny w Warszawie. W tym samym roku wszedł w skład rady kapłańskiej i kolegium konsultorów archidiecezji warszawskiej. W 1998 został członkiem IV Synodu Archidiecezji Warszawskiej, na którym był wiceprzewodniczącym komisji ekumenicznej.
Prowadził wykłady w Wyższym Metropolitalnym Seminarium Duchownym w Warszawie (1985–1999), Papieskim Wydziale Teologicznym w Warszawie (1989–1990 i 1993–1998), Akademii Teologii Katolickiej w Warszawie i później na Uniwersytecie Kardynała Stefana Wyszyńskiego (1997–2009), w Wyższym Seminarium w Łowiczu (1994–1995, 1996–1998), w Wyższym Seminarium Duchownym w Grodnie (1997–1999), w Polskim Centrum Katechetycznym w Wilnie (1997–1999), a także w Wyższym Seminarium Duchownym w Drohiczynie. W latach 1988–1990 i 1992–1994 był prefektem warszawskiego seminarium, a w 1994 został jego wicerektorem. W 1989 objął funkcję sekretarza Papieskiego Wydziału Teologicznego w Warszawie. W 1987 został adiunktem w Akademickim Studium Teologii Katolickiej w Warszawie, a w 2002 objął stanowisko profesora nadzwyczajnego na Uniwersytecie Kardynała Stefana Wyszyńskiego w Warszawie. W latach 2000–2008 pełnił funkcję kierownika Wyższych Zawodowych Studiów Katechetycznych oraz kierownika kursów doskonalenia zawodowego dla nauczycieli religii-katechetów Papieskiego Wydziału Teologicznego w Warszawie Sekcji św. Jana Chrzciciela. W 1991 zorganizował w Moskwie College Teologii Katolickiej św. Tomasza z Akwinu, gdzie w latach 1991–1992 prowadził wykłady i był jego pierwszym dziekanem. W 1997 został członkiem Warszawskiego Towarzystwa Teologicznego, w 2005 członkiem zwyczajnym Stowarzyszenia Teologów Fundamentalnych w Polsce, a w 2007 członkiem korespondentem Wydziału Teologicznego Towarzystwa Naukowego Katolickiego Uniwersytetu Lubelskiego Jana Pawła II. W 2008 został członkiem rady naukowej „Roczników Teologii Fundamentalnej i Religiologii”, w latach 1999–2010 jako członek Rady ds. Ekumenizmu Konferencji Episkopatu Polski był redaktorem „Biuletynu Ekumenicznego” i współredaktorem zeszytów „Tydzień powszechnej modlitwy o jedność Chrześcijan”, a w 2014 jako biskup drohiczyński wszedł w skład rady naukowej „Drohiczyńskiego Przeglądu Naukowego, Wielokulturowego Studia Drohiczyńskiego Towarzystwa Naukowego”. Autor publikacji opisujących chrześcijaństwo na terenie Rosji.
24 kwietnia 1999 papież Jan Paweł II mianował go biskupem pomocniczym archidiecezji warszawskiej ze stolicą tytularną Lysinia. Święcenia biskupie otrzymał 8 maja 1999 w bazylice archikatedralnej św. Jana Chrzciciela w Warszawie. Udzielił mu ich kardynał Józef Glemp, prymas Polski, któremu asystowali Kazimierz Romaniuk, biskup diecezjalny warszawsko-praski, i Bronisław Dembowski, biskup diecezjalny włocławski. Jako zawołanie biskupie przyjął słowa „Surrexit Dominus vere!” (Zmartwychwstał Pan prawdziwie). W latach 1999–2014 sprawował urząd wikariusza generalnego archidiecezji, ponadto w latach 1999–2008 był przewodniczącym Wydziału Nauki Katolickiej, od 2008 był przewodniczącym komisji ds. księży studentów i kandydatów na studia specjalistyczne. W 1999 został kanonikiem gremialnym Kapituły Metropolitalnej Warszawskiej, a w 2013 został ustanowiony dziekanem tej Kapituły.
29 marca 2014 decyzją papieża Franciszka został przeniesiony na urząd biskupa diecezjalnego diecezji drohiczyńskiej. Diecezję objął kanonicznie 24 maja 2014, a 25 maja 2014 odbył ingres do katedry Trójcy Przenajświętszej w Drohiczynie. W 2014 jako biskup drohiczyński został honorowym prezydentem Drohiczyńskiego Towarzystwa Naukowego. 18 września 2018 ze względu na stan zdrowia złożył rezygnację ze sprawowanego urzędu, którą papież Franciszek przyjął 16 października 2018, zlecając mu dalsze sprawowanie urzędu do czasu mianowania następcy. Ostatecznie rezygnacja została przyjęta 17 czerwca 2019. Zarządzał diecezją jako administrator apostolski do momentu objęcia urzędu przez jego następcę Piotra Sawczuka, co nastąpiło 19 lipca 2019.
W ramach Konferencji Episkopatu Polski był przewodniczącym: Bilateralnego Zespołu Katolicko-Prawosławnego (2001–2011), Zespołu ds. Kontaktów z Polską Radą Ekumeniczną (2005–2010) i Rady ds. Ekumenizmu (2006–2011, członek od 1999). Pełnił funkcje delegata ds. dialogu katolików i muzułmanów (2000–2006) oraz delegata ds. Duszpasterstwa Polskich Przetwórców Żywności (2003–2013). Ponadto był członkiem: Komisji Wychowania Katolickiego (2000–2010), Rady ds. Dialogu Religijnego, jednocześnie przewodnicząc Komitetowi ds. Dialogu z Religiami Niechrześcijańskimi (2001–2006), Rady Programowej Zespołu Pomocy dla Kościoła Katolickiego na Wschodzie (2002–2012), Zespołu ds. Społecznych Aspektów Intronizacji Chrystusa Króla (2004–2013) i Zespołu do rozmów z Rosyjskim Kościołem Prawosławnym (2010–2012). W 2017 został asystentem kościelnym Krajowej Rady Katolików Świeckich.
W latach 2000–2004 należał do Zarządu Głównego Rady Wspólnej Katolików i Muzułmanów w Polsce, w latach 2004–2008 był członkiem tej Rady. Był przewodniczącym komisji do zbadania statutu, materiałów formacyjnych i strony praktycznej Ruchu Rodzin Nazaretańskich i Świeckiego Instytutu Maryi Służebnicy Pańskiej.

## Odznaczenia i wyróżnienia
Został odznaczony Medalem Komisji Edukacji Narodowej (2005), Brązową Odznaką „Zasłużony dla Ochrony Przeciwpożarowej” (2017) i Złotą Odznaką „Za zasługi w pracy penitencjarnej” (2017).
W 2019 przyznano mu tytuł honorowy Zasłużony dla Powiatu Węgrowskiego.
Otrzymał tytuł laureata Polskiej Honorowej Nagrody Jakości (2010), medal Jana Pawła II od Drohiczyńskiego Towarzystwa Naukowego (2015), złotą chorągwianą odznakę „Za zasługi dla ZHP na Białostocczyźnie” od Związku Harcerstwa Polskiego Chorągwi Białostockiej im. hm. Ryszarda Kaczorowskiego (2016), tytuł członka wspierającego Międzynarodowy Motocyklowy Rajd Katyński (2022).